# George Gulliver
George Gulliver (ur. 4 czerwca 1804 w Banbury, zm. 17 listopada 1882 w Canterbury) – angielski anatom i fizjolog.
Gulliver urodził się w 1804 roku w Banbury, w hrabstwie Oxfordshire. Po odbyciu praktyk u lokalnych chirurgów rozpoczął pracę w szpitalu Świętego Bartłomieja w Londynie. Na początku pracował jako prosektor Johna Abernethy’ego oraz garderobiany Williama Lawrence’a. W czerwcu 1826 r. został członkiem Królewskiej Akademii Chirurgów, w maju 1827 r. został mianowany asystentem szpitalnym sił zbrojnych, a później chirurgiem Królewskiej Gwardii Konnej (The Blues).
W 1838 roku został wybrany członkiem Royal Society, w 1843 roku członkiem Royal College of Surgeons, a w 1852 roku członkiem rady tego ostatniego organu. W 1861 roku został profesorem anatomii porównawczej i fizjologii w Hunterian.
Kilka lat przed śmiercią przeszedł na wojskową emeryturę i poświęcił się badaniom naukowym oraz pisaniu. Cierpiał jednak na artretyzm, co uniemożliwiało mu te czynności. Wiele z jego późniejszych prac zostało napisanych, gdy leżał w łóżku. Gulliver zmarł 17 listopada 1882 r. w Canterbury. Został pochowany na cmentarzu Nackington, w pobliżu Canterbury.
Gulliver miał jednego syna, George’a, który pracował jako asystent lekarza w szpitalu Świętego Tomasza w Londynie.
Gulliver senior nie opublikował żadnej książki, lecz był autorem licznych wartościowych monografii. Jako pierwszy opracował obszerne tabele wielkości, kształtu i struktury czerwonych krwinek człowieka i wielu kręgowców. Skorygował poglądy Johna Huntera na temat krzepnięcia krwi i wskazał na ścisły związek między grasicą a układem limfatycznym. Duże znaczenie dla nauki miała jego praca dotycząca tworzenia się i naprawy kości.